# Супутникова геодезія

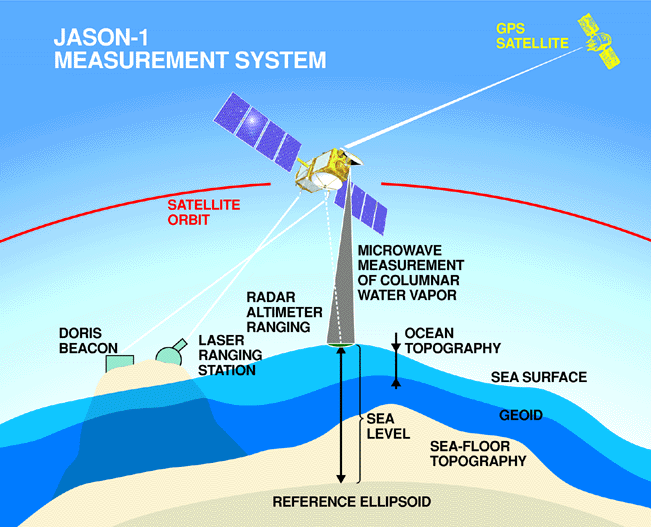
Система вимірювання Jason-1 поєднує в собі основні геодезичні методи вимірювань, в тому числі Доріс SLR, GPS, і альтиметр.

Супутникова геодезія (рос. спутниковая геодезия, англ. satellite geodesy; нім. Satellitengeodäsie f) — розділ геодезії, який використовує результати спостережень штучних супутників Землі та інших космічних об'єктів для визначення координат точок земної поверхні, уточнення параметрів гравітаційного поля Землі, а також визначення взаємоположення віддалених островів та материків.
Спостереження супутника, а саме фотографування його на фоні зірок спеціальними камерами або вимірювання дальності і швидкості супутника за допомогою радіотехнічних і лазерних пристроїв, дозволяють визначати координати пунктів і напрям хорд земної поверхні (геометричні задачі), уточнювати параметри, що характеризують гравітаційне поле Землі (динамічні задачі), а також визначати взаємне положення островів і материків, дослідити рушення земних полюсів, вивчати зміни геодезичних параметрів Землі у часі і т. д.
Сучасні засоби супутникової геодезії:
- Геодезичне використання існуючих світових супутникових систем (GPS, GLONASS, Galileo)
- Лазерно-супутникова техніка (SLR, ICESat)
- Радар InSAR; Радари супутникових систем Seasat, Geosat, TOPEX/Poseidon, ERS-1, ERS-2, Jason-1, Envisat ;
- Орбітальна система CHAMP стеження для визначення гравітаційного поля Землі;
- Системи для відстеження характеристик траєкторії власне супутника — GOCE, GRACE.